# Perpétue Nshimirimana
Perpétue Nshimirimana (sinh tháng 2 năm 1961) là một nhà ngoại giao và nhà văn người Burundi.
Sinh ra ở Bujumbura, Nshimirimana đã học tại Lycée Clarté Notre Dame de Bujumbura trước khi đến Algeria để học đại học, nơi Bà nhận bằng tốt nghiệp báo chí từ Học viện Quốc gia des khoa học de l'Inifying et de la Communication. Bà trở về nhà vào năm 1984 để làm việc tại Radio Télévision Nationale du Burundi. Bà từng là thành viên của hội đồng quốc gia về truyền thông và ủy ban quốc gia của UNESCO. Từ năm 1991 đến năm 1992, bà là thành viên của ủy ban hiến pháp, và năm 1993, bà phục vụ trong ủy ban bầu cử quốc gia. Sau cuộc bầu cử Melchior Ndadaye làm chủ tịch, Nsh Elliimana được bầu làm Đại diện thường trực của Burundi tại Liên Hợp Quốc tại Geneva, một vai trò kết thúc bằng vụ ám sát Ndadaye sau năm 1993. Năm 2015 bà sống ở Thụy Sĩ. Năm 2005, Bà nhận được giải thưởng "exilée, Femme đính hôn" cho công việc của mình với trẻ mồ côi Burundian.
Cuốn tự truyện của Nsh Elliimana, Lettre à Isidore, được xuất bản năm 2004.